# Xujiang (häradshuvudort i Kina, Jiangxi Sheng, lat 26,84, long 116,32)
Xujiang är en häradshuvudort i Kina. Den ligger i provinsen Jiangxi, i den sydöstra delen av landet, omkring 210 kilometer söder om provinshuvudstaden Nanchang. Antalet invånare är 235 395. Befolkningen består av 113 358 kvinnor och 122 037 män. Barn under 15 år utgör 20,0 %, vuxna 15-64 år 72 %, och äldre över 65 år 7,0 %.
Runt Xujiang är det ganska tätbefolkat, med 139 invånare per kvadratkilometer. Xujiang är det största samhället i trakten. I omgivningarna runt Xujiang växer huvudsakligen savannskog.
Genomsnittlig årsnederbörd är 2 261 millimeter. Den regnigaste månaden är maj, med i genomsnitt 345 mm nederbörd, och den torraste är oktober, med 22 mm nederbörd.